# Vacognes-Neuilly
Vacognes-Neuilly és un municipi francès situat al departament de Calvados i a la regió de Normandia. L'any 2007 tenia 481 habitants.

## Demografia

### Població
El 2007 la població de fet de Vacognes-Neuilly era de 481 persones. Hi havia 157 famílies de les quals 16 eren unipersonals (8 homes vivint sols i 8 dones vivint soles), 44 parelles sense fills, 85 parelles amb fills i 12 famílies monoparentals amb fills.
La població ha evolucionat segons el següent gràfic:
Habitants censats

### Habitatges
El 2007 hi havia 169 habitatges, 157 eren l'habitatge principal de la família, 7 eren segones residències i 5 estaven desocupats. 167 eren cases i 1 era un apartament. Dels 157 habitatges principals, 144 estaven ocupats pels seus propietaris, 11 estaven llogats i ocupats pels llogaters i 2 estaven cedits a títol gratuït; 1 tenia dues cambres, 6 en tenien tres, 29 en tenien quatre i 120 en tenien cinc o més. 131 habitatges disposaven pel capbaix d'una plaça de pàrquing. A 43 habitatges hi havia un automòbil i a 109 n'hi havia dos o més.

### Piràmide de població
La piràmide de població per edats i sexe el 2009 era:
| Homes | Edats   | Dones |
| ----- | ------- | ----- |
| 0     | 95 o +  | 0     |
| 0     | 90 a 94 | 4     |
| 0     | 85 a 89 | 0     |
| 0     | 80 a 84 | 12    |
| 0     | 75 a 79 | 0     |
| 4     | 70 a 74 | 0     |
| 8     | 65 a 69 | 4     |
| 12    | 60 a 64 | 4     |
| 4     | 55 a 59 | 16    |
| 32    | 50 a 54 | 20    |
| 12    | 45 a 49 | 24    |
| 40    | 40 a 44 | 28    |
| 4     | 35 a 39 | 20    |
| 0     | 30 a 34 | 0     |
| 4     | 25 a 29 | 4     |
| 5     | 20 a 24 | 4     |
| 28    | 15 a 19 | 20    |
| 32    | 10 a 14 | 28    |
| 12    | 5 a 9   | 12    |
| 4     | 0 a 4   | 4     |

## Economia
El 2007 la població en edat de treballar era de 328 persones, 252 eren actives i 76 eren inactives. De les 252 persones actives 227 estaven ocupades (127 homes i 100 dones) i 24 estaven aturades (14 homes i 10 dones). De les 76 persones inactives 26 estaven jubilades, 32 estaven estudiant i 18 estaven classificades com a «altres inactius».

### Ingressos
El 2009 a Vacognes-Neuilly hi havia 164 unitats fiscals que integraven 502 persones, la mediana anual d'ingressos fiscals per persona era de 19.660 €.

### Activitats econòmiques
Dels 13 establiments que hi havia el 2007, 1 era d'una empresa de fabricació d'altres productes industrials, 5 d'empreses de construcció, 1 d'una empresa d'hostatgeria i restauració, 1 d'una empresa d'informació i comunicació, 2 d'empreses de serveis, 1 d'una entitat de l'administració pública i 2 d'empreses classificades com a «altres activitats de serveis».
Dels 5 establiments de servei als particulars que hi havia el 2009, 1 era un paleta, 1 fusteria, 1 lampisteria, 1 electricista i 1 restaurant.
L'any 2000 a Vacognes-Neuilly hi havia 5 explotacions agrícoles que ocupaven un total de 715 hectàrees.

## Equipaments sanitaris i escolars
El 2009 hi havia una escola elemental integrada dins d'un grup escolar amb les comunes properes formant una escola dispersa.

## Poblacions més properes
El següent diagrama mostra les poblacions més properes.